# 帯枕

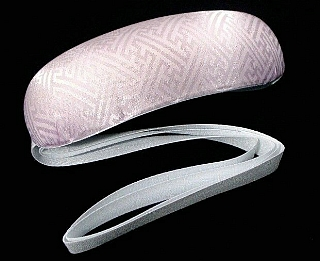
紐付き帯枕

帯枕（おびまくら）とは、帯を締めるときに背中部分のお太鼓の形をふっくらと整える和装小物である。帯揚げに包んで使い、お太鼓用と、変わり結び用がある。お太鼓用のものは、楕円形が多く、若い人は大きめ、年配の人は小さめのものを選ぶ。変わり結び用は、お太鼓用よりも大きくて丸みがあるので、華やかな帯結びに適している。固定するための紐が付いているものが多いが、密着度が低く不安定なため、ガーゼに包んで使うほうがいいとされる。自分でタオルを使って作ることも可能である。